# Lobras
Lobras – gmina w Hiszpanii, w prowincji Grenada, w Andaluzji, o powierzchni 16,05 km². W 2011 roku gmina liczyła 159 mieszkańców.